# الجوف امزريب (لودر)

تعديل مصدري - تعديل

الجوف امزريب هي إحدى قرى عزلة زارة بمديرية لودر التابعة لمحافظة أبين، بلغ تعداد سكانها 181 نسمة حسب تعداد اليمن لعام 2004.